# Camp Verde
Camp Verde és una població dels Estats Units a l'estat d'Arizona. Segons el cens del 2007 tenia 10.797 habitants.

## Demografia
Segons el cens del 2000, Camp Verde tenia 9.451 habitants, 3.611 habitatges, i 2.538 famílies La densitat de població era de 85,7 habitants/km².
Dels 3.611 habitatges en un 27,4% hi vivien nens de menys de 18 anys, en un 55,9% hi vivien parelles casades, en un 9,8% dones solteres, i en un 29,7% no eren unitats familiars. En el 24,3% dels habitatges hi vivien persones soles l'11,8% de les quals corresponia a persones de 65 anys o més que vivien soles. El nombre mitjà de persones vivint en cada habitatge era de 2,52 i el nombre mitjà de persones que vivien en cada família era de 2,97.
Per edats la població es repartia de la següent manera: un 24% tenia menys de 18 anys, un 7,2% entre 18 i 24, un 23% entre 25 i 44, un 25,3% de 45 a 60 i un 20,5% 65 anys o més.
L'edat mediana era de 42 anys. Per cada 100 dones de 18 o més anys hi havia 100,2 homes.
La renda mediana per habitatge era de 31.868 $ i la renda mediana per família de 37.049 $. Els homes tenien una renda mediana de 30.104 $ mentre que les dones 20.306 $. La renda per capita de la població era de 15.072 $. Aproximadament el 9,5% de les famílies i el 14% de la població estaven per davall del llindar de pobresa.

## Poblacions més properes
El següent diagrama mostra les poblacions més properes.